# Canale di Berry
Il corso del Canale di Berry (in francese Canal de Berry [kanaldəbeʀːi]) (all'inizio "Canale del Cher", poi "Canale del duca di Berry" prima di prendere il nome attuale nel 1830) aveva una lunghezza di 320 km. Realizzato tra il 1808 e il 1840, fu utilizzato fino al 1945 per poi essere ridimensionato e ceduto nel 1955.
Questo canale ha la particolarità di comprendere in sé tre canali, poiché è costituito da tre rami distinti che si incontrano a Fontblisse, comune di Bannegon (Cher).

## Storia
Durante gli Stati Generali di Tours, è stato menzionato il desiderio di creare questo canale e nel 1595 Sully poi nel 1606 Colbert studiarono la sua realizzazione prima di rinunciarvi. Prima il duca Paul François di Béthune-Charost nel 1765, poi il barone de Marivetz nel 1772, chiesero un collegamento diretto tra Tours e il Bec d'Allier per tagliare l'anello de la Loire. Immaginarono la creazione del canale del Cher tra Tours e Vierzon, e poi lo scavo di un canale ulteriore diretto tra Vierzon e il Bec d'Allier. Nel 1786 fu proposta un finanziamento di 100 000 lire tornesi per avviare i primi lavori, ma la Convenzione annullò il progetto nel 1792.

### I vari progetti della fine del XVIII secolo
Per migliorare la circolazione dei prodotti all'interno di Berry risparmiando sulle spese di costruzione, e quindi sfruttando al massimo le condizioni naturali, vennero realizzati diversi progetti. Tutti questi progetti falliranno per mancanza dei finanziamenti necessari:
- progetto di Heurtault de Baignoux, 1768
- progetto di Bouchet, 1768
- progetto del conte di Essuile, 1773
- progetto di Marivetz, 1770 - 1780
- progetto del duca di Béthune-Charost, 1780
- progetto di Nicolas de Fer, 1784

### Il progetto di Dutens
Vi era grande necessità di trasportare botti di legno, verificata nel 1807 alla partenza di Trillers fino alla Loira, ma anche di carbone minerario da Commentry verso nord, e soprattutto di ferro minerale verso le fabbriche di Montluçon.
Il decreto imperiale del 16 novembre 1807 recita: "il canale sarà reso navigabile seguendo il suo corso attuale attraverso una o più deviazioni da Montluçon alla sua foce nella Loira".
Nel 1808, il direttore generale dei ponti e delle strade nominò l'ingegnere capo Joseph-Michel Dutens per studiare il progetto. Nel febbraio 1809 l'ingegnere propose due soluzioni diverse:
- una navigazione fluviale tra Montluçon e Vierzon,
- un canale laterale al Cher.

Egli sottolinea che preferisce la seconda opzione vista la portata e la frequenza delle alluvioni e dei periodi di siccità.

## Realizzazione
Il direttore generale dei ponti e delle strade sceglie la seconda soluzione tra Montluçon e Vierzon con un canale, mentre d'altra parte viene canalizzato anche lo stesso Cher. La costruzione fu eseguita dall'ingegnere capo dei ponti e delle strade Joseph-Michel Dutens tra il 1808 e il 1840, con l'aiuto di diversi operai, i quali erano dei prigionieri spagnoli.
Appena iniziati i lavori, nel settembre 1810 il Consiglio generale di Cher chiede che il corso del canale passi per Bourges offrendo 500 000 franchi per pagare questo nuovo percorso.
Il decreto imperiale del 24 febbraio 1811 richiede il prolungamento del corso tra Vierzon e Nevers via Bourges in modo da avere una facile navigazione tra Tours e Nevers.
Joseph-Michel Dutens risponde con un progetto del canale che collega Saint-Amand-Montrond, Bannegon, Bourges e una diramazione che collega Vierzon a Bec d'Allier via Bannegon. Propone di allungare questo ramo fino a Digoin per raggiungere così Canale del Centro. Questa estensione sarà, un po' più tardi, parte del canale laterale della Loira.
Dopo la caduta dell'Impero, le esigenze economiche portarono Joseph-Michel Dutens a proporre, dopo aver visitato i canali inglesi nel 1818, di limitarne le dimensioni ispirandosi a quanto fatto in Inghilterra. Invece di conche larghe 5,20 m, le propone lunghe 2,60 m. Alla fine, il progetto ha adottato conche di 2,70 m per 34 m. Ritiene che il costo dei lavori con questo nuovo progetto dovrebbe essere ridotto di un terzo. La costruzione del canale è accompagnata dalla coltivazione da parte dell'ingegnere capo dei ponti e delle strade di 190 000 alberi tra cui 150 000, pioppi, ciliegi, olmi, acacie, noci e altri alberi da frutto, piantati secondo un codice. La scelta delle specie arboree corrispondeva a un tipo di un'opera d'arte per segnalarne la presenza. Secondo la legge finanziaria del 1822, le risorse del canale dovevano essere ripartite in 40 anni (pedaggi, leasing per la pesca, vendita di aste di legno e di fieno sui campi del canale).
Chiamato inizialmente, "Canale del Cher", ha poi cambiato nome in Canale del duca di Berry per volere dell'ordinanza reale del 9 dicembre 1814.
Il nuovo progetto viene approvato nel dicembre 1819 per ordinanza reale.
I lavori procedevano lentamente a causa dei scarsi finanziamenti. La legge del 14 agosto 1822 consente di concludere i lavori del canale grazie a un prestito del governo di una società finanziaria, la "Société anonyme des quatre canals" Società anonima dei 4 canali (canali della Bretagna, canale di Nivernais, canale di Berry, canale laterale della Loira).
Nel 1830, l'ingegnere a capo dei lavori del canale, Hippolyte d'Haranguier de Quincerot (1784-1875), propose di chiamare il canale "Canale di Berry". Da questo momento in poi è il nome ufficiale del canale.
Il canale radiale include:
- una diramazione occidentale che va da Fontblisse nella città di Bannegon a Noyers-sur-Cher nel dipartimento di Loir-et-Cher, passando per Dun-sur-Auron, Bengy-sur-Craon, Bourges e Vierzon su un percorso lungo 142 km con 53 conche e continuando sul Cher canalizzato per oltre 60 km;
- una diramazione nord- orientale che va da Fontblisse fino a Bec d'Allier nel comune di Marzy, nel dipartimento francese della Nièvre confluendo con il canale laterale della Loira a Marsiglia-lès-Aubigny, passando per Sancoins dopo un percorso di 49 km con 18 conche;
- un ramo meridionale, che scende da Fontblisse a Montluçon lungo 69,8 km con 26 conche.

Per un totale di 261 km di canali a modello ridotto con 97 conche, 139 ponti fissi,  65 ponti levatoi, 1 ponte sollevabile, 5 ponte canale e 52 cittadine lungo il fiume.
I problemi dell'impianto idrico richiedono la creazione dei serbatoi di Goule (sull'Auron) e di Pirot (sulla Marmande).
La navigazione utilizzava cavalli, muli e asini per trainare le barche chiamate "flauti", "Berry" o anche "monsoni". Il traffico è aumentato a più di 1000 barche all'anno e 570 000 tonnellate (picco negli anni 1873- 1920).
Il canale fu smantellato nel 1955 e ceduto ai comuni limitrofi, liberi di deciderne il futuro. Attualmente alcuni tratti sono mantenuti come precedentemente, altri sono abbandonati al sottobosco e infine altri sono stati chiusi (vedi sotto risanamento).

## Le tre ramificazioni del Canale di Berry
Ramificazione meridionale: Montluçon- Fontblisse attraverso Vallon-en-Sully e Saint-Amand-Montrond - messa in funzione nel 1835 - 69 km.

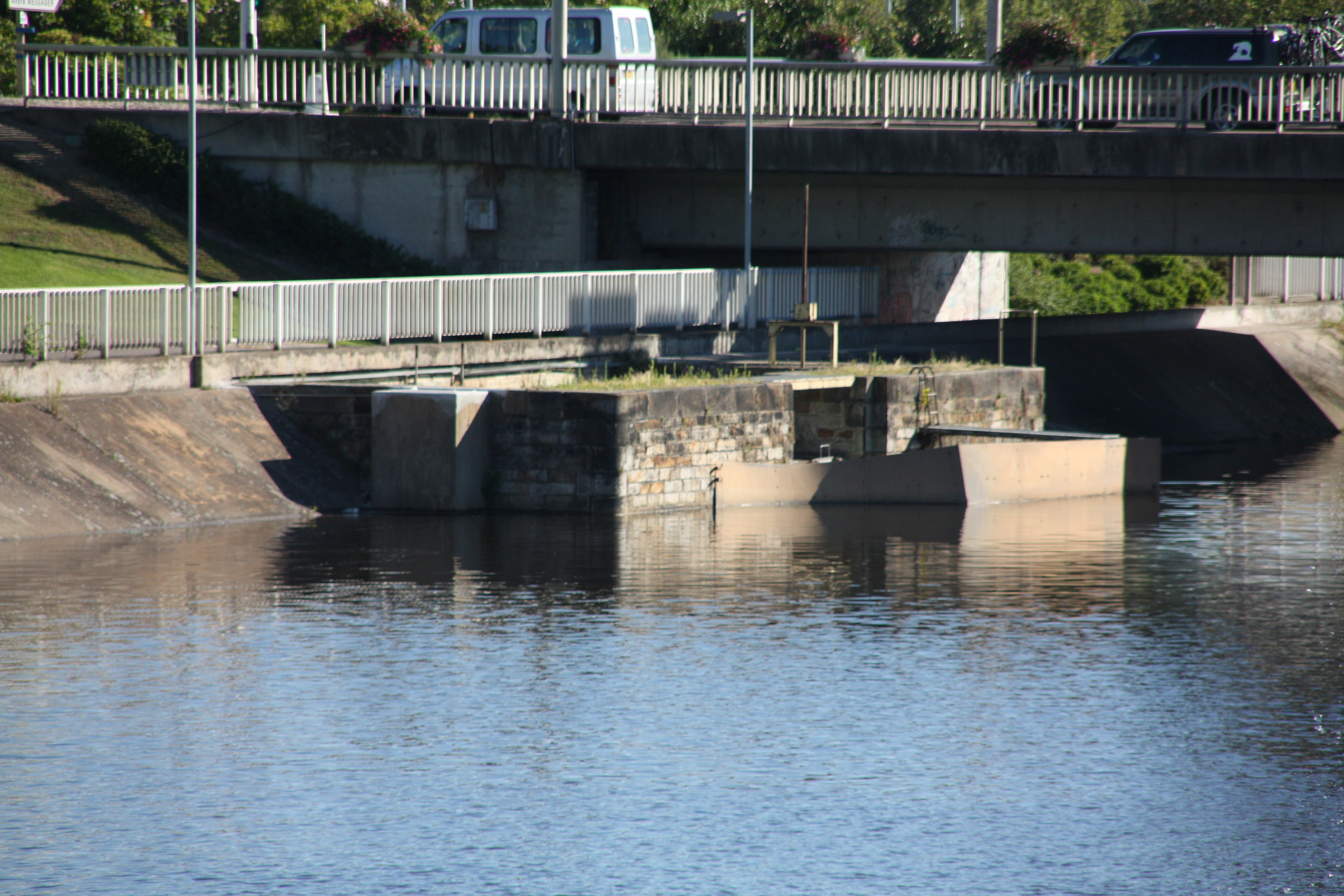
Presa d'acqua a Montluçon
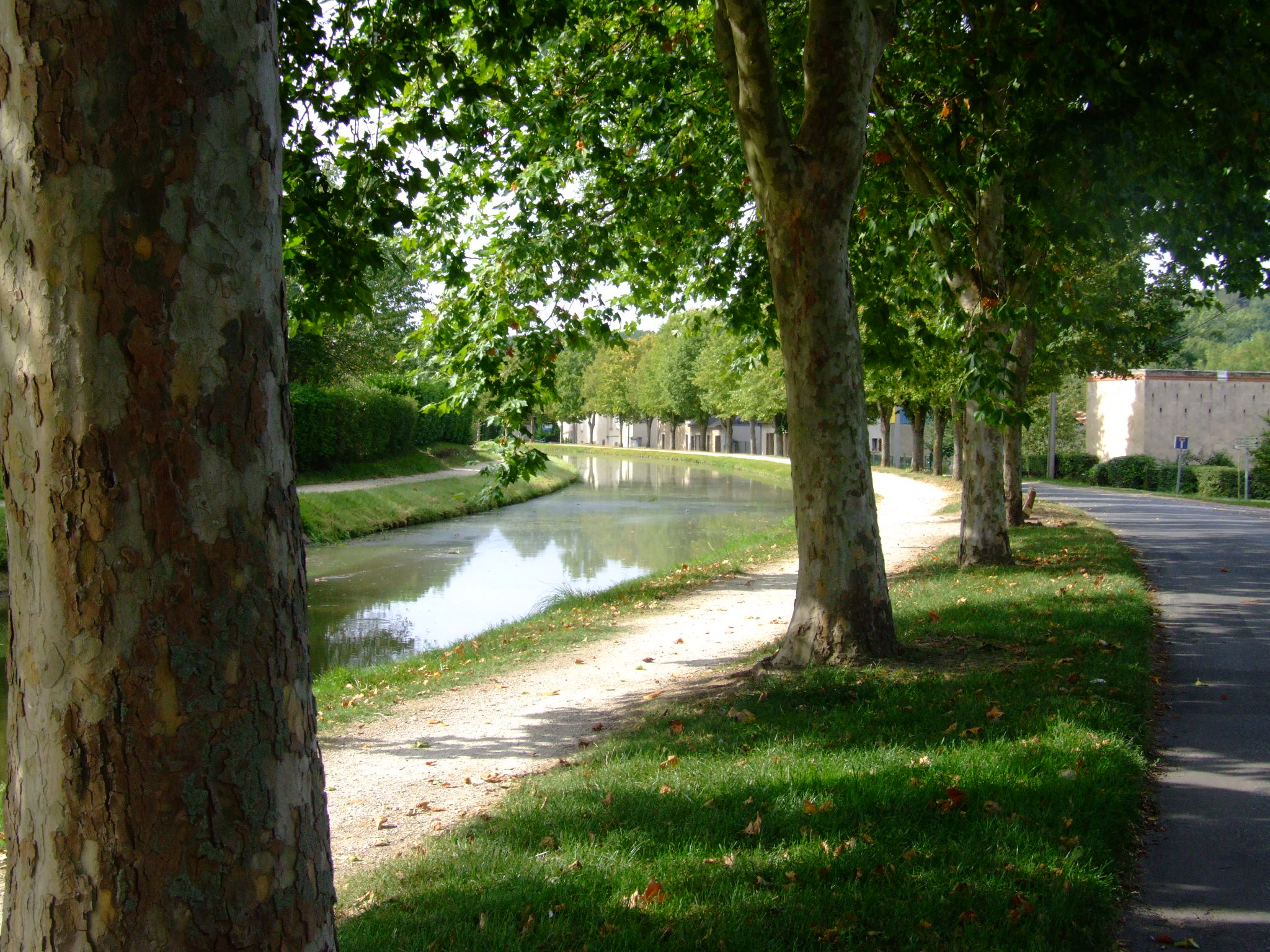
Ramificazione meridionale a Saint-Amand-Montrond
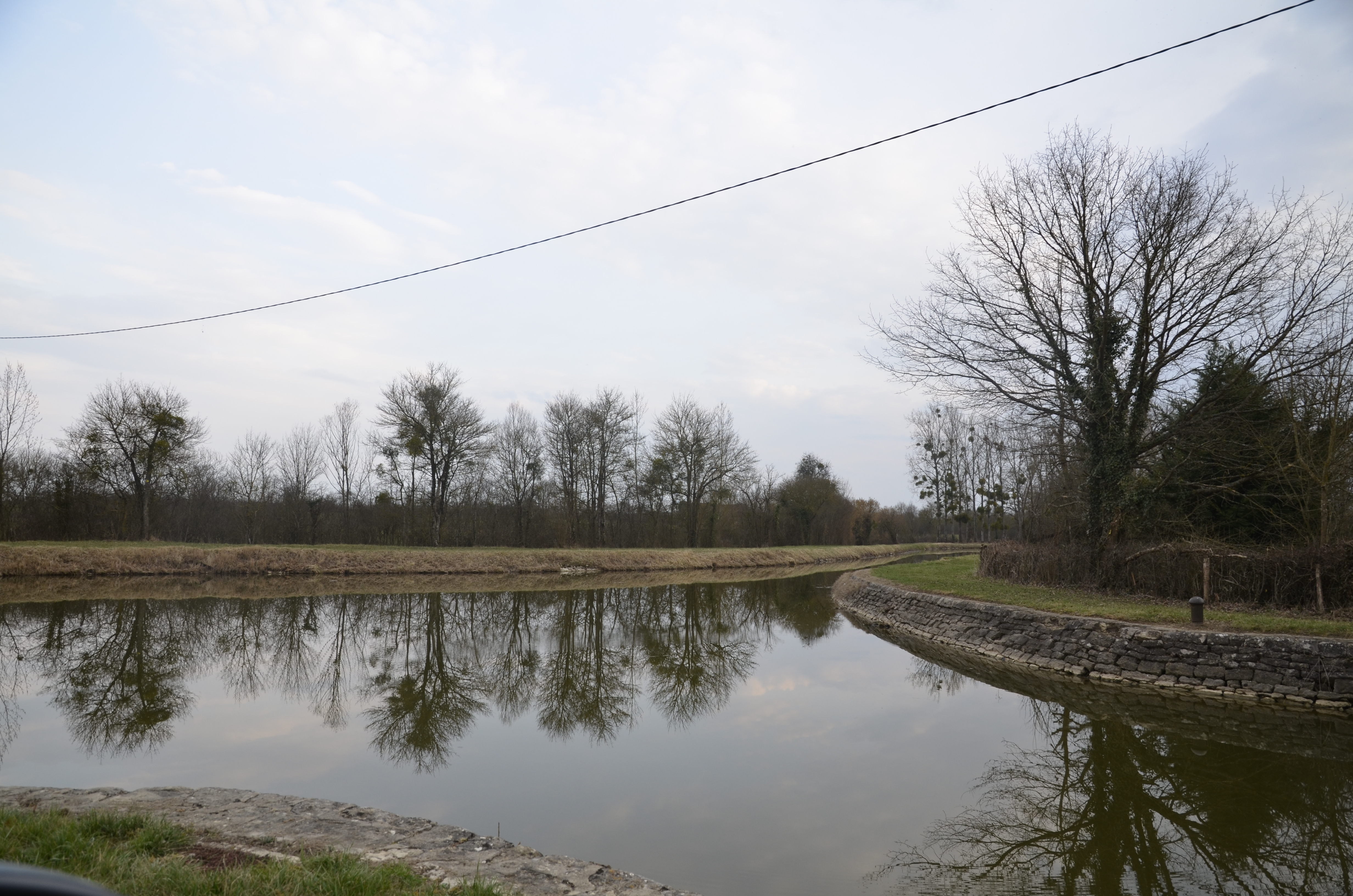
Fontblisse

Ramificazione nordorientale: Fontblisse - Marseilles-lès-Aubigny tramite Sancoins - messa in funzione nel 1837 - 49 km. Attraverso questo ramo il canale è collegato al resto della rete fluviale, anche tramite il canale laterale alla Loira.
Ramificazione nordoccidentale: Fontblisse- Noyers-sur-Cher attraverso Dun-sur-Auron, Bourges, Mehun-sur-Yèvre e Vierzon -messa in funzione nel 1831- 142 km.

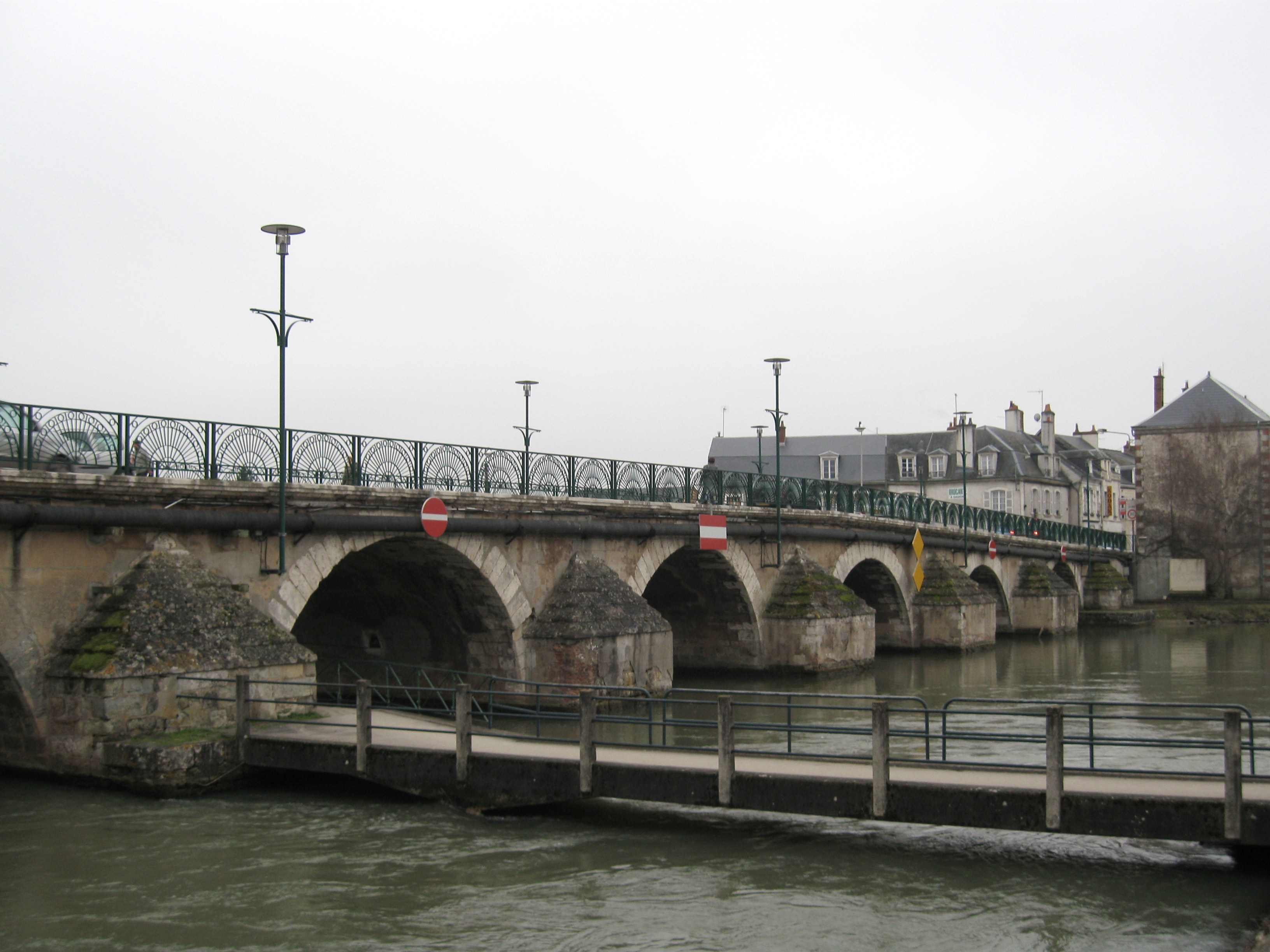
Ponte sul bacino centrale del canale e l'Yèvre a Vierzon
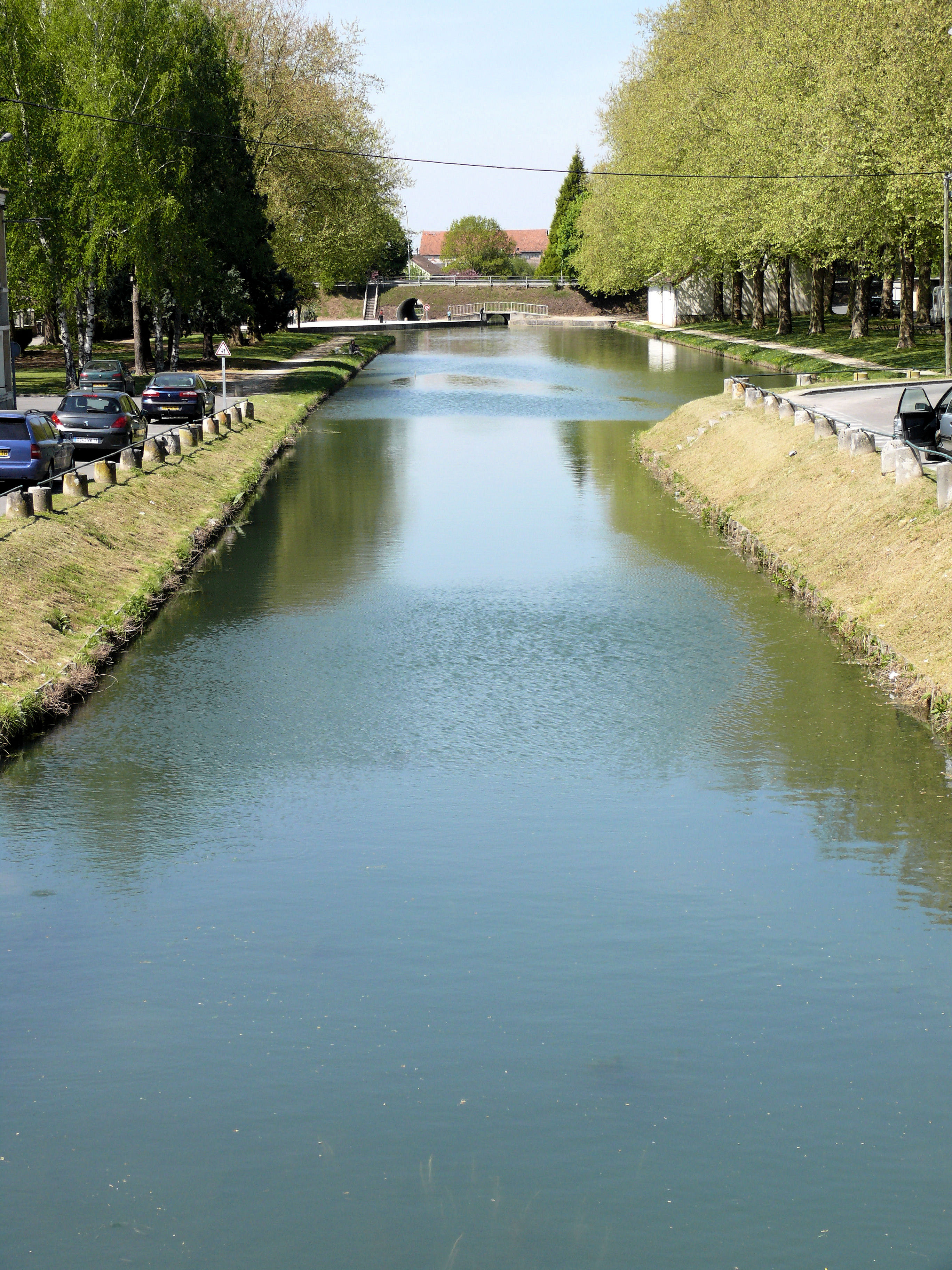
Ramificazione nordoccidentale a Mehun-sur-Yèvre

Il ramo nordoccidentale si estende dal Cher canalizzato fino a Tours (la prima conca è a Saint-Aignan-sur-Cher).
Citiamo anche tre piccoli rami:
- il canale Tessiaux verso Dun-sur-Auron (ramo nordoccidentale);
- il canale Saint-Louis a Torteron (ramo nordorientale);
- il canale di Mézières, a Bourges (ramo nordoccidentale).

## Un progetto contenuto
La scelta di Dutens di un piccolo progetto è stata sancita dalla debolezza delle risorse idriche nella regione di Sancoins, dove si trova l'apice del canale. Si è ispirato alla rete britannica progettata per barche della portata di 40 tonnellate. Inoltre in questo modo, visto che le proprietà del terreno erano meno importanti, il canale era meno costoso da costruire. Ma questo progetto si è ben presto rivelato una scelta sbagliata che minava seriamente l'efficacia di questo canale, il quale era di fatto vietato alle barche più grandi, e in particolare alle barche fiamminghe di sagoma Freycinet.
Nonostante ciò, il Canale di Berry ha contribuito notevolmente allo sviluppo economico di Montluçon nel XIX secolo.
Questo progetto ha portato alla progettazione di barche adattate appositamente a questo canale, i "berrichons" con dimensioni massime di 27,50 m x 2,60 m, e in grado di trasportare 60 tonnellate nel canale di Berry e 100 tonnellate sugli altri canali.
In Francia, altri due canali sono stati progettati con lo stesso modello: il canale Sauldre, in Sologne, e il canaletto dell'Arroux da Gueugnon a Digoin.

## Caratteristiche

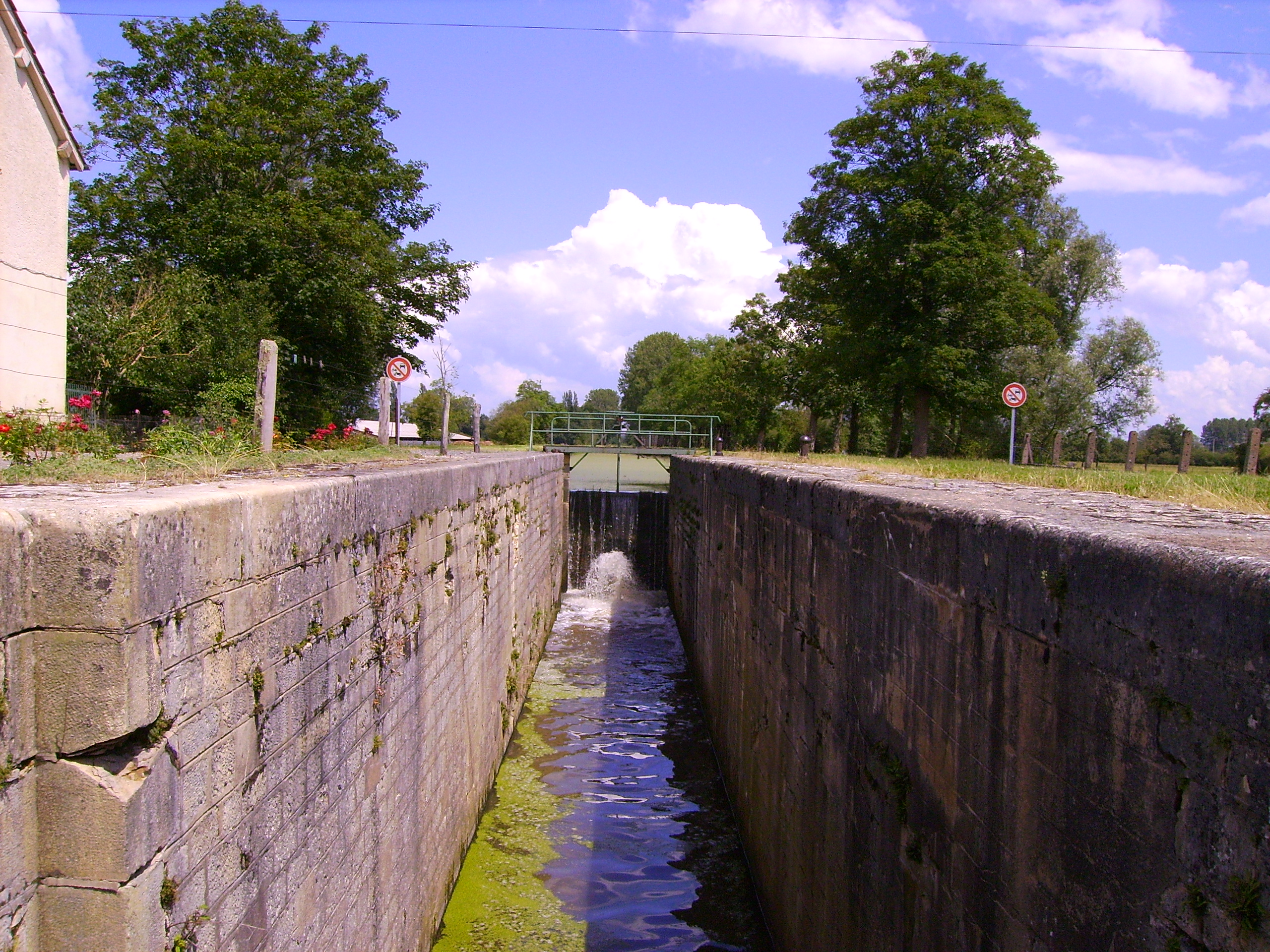
Conc di Clairins, a Saint Amand Montrond

Tronchi (min.): Larghezza: massimo 6 m, specchio: 10,50 m - ancoraggio: 1,50 m, pescaggio consentito: 1,25 m.
Conche: numero: 96 (più un incrocio con lo Cher a Vierzon) - Larghezza: 2,70 m - lunghezza: 27,75 m.
Opere d'arte: 209 ponti di cui 65 ponti levatoi, 4 ponti oscillanti e 7 ponti sul canale (più un 8° sparito sulla diramazione di Torteron).
Questo modello ridotto permetteva di ospitare delle barche chiamate "piccole berrichon" di 27,50 m di lunghezza per 2,60 m massimo di larghezza.

## Comuni attraversati
Il canale unisce i seguenti comuni nei dipartimenti di Allier, Cher e Loir-et-Cher:
- Montluçon
- Vaux
- Nassigny
- Vallon-en-Sully
- Épineuil-le-Fleuriel
- Saint-Amand-Montrond
- Charenton-du-Cher
- Sancoins
- Marseilles-lès-Aubigny
- Dun-sur-Auron
- Bourges
- Mehun-sur-Yèvre
- Vierzon
- Noyers-sur-Cher

### Monumenti storici
Il ponte sul canale che attraversa il Sauldre con delle scale e delle alzaie, situato a Châtillon-sur-Cher e Selles-sur-Cher è registrato come monumento storico con il decreto del 18 ottobre 2009.
Il ponte sul canale della Tranchasse ad Ainay-le-Vieil, la conca della Tranchasse a Colombiers, così come il ponte che l'attraversa e il ponte sul canale La Croix sono registrati come monumenti storici con il decreto del 15 aprile 2009.

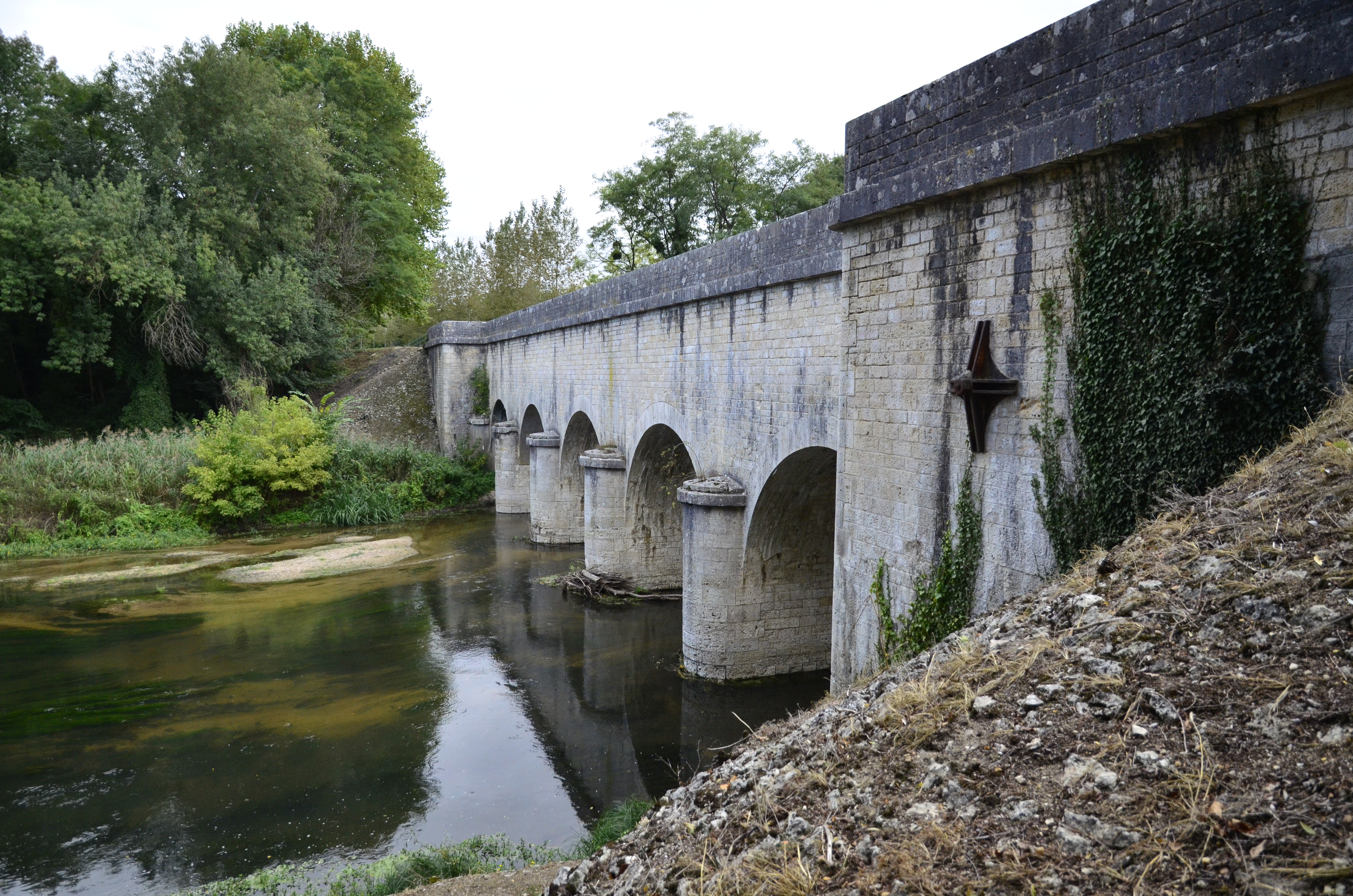
Ponte sul canale sul Sauldre a Chatillon sur Cher.
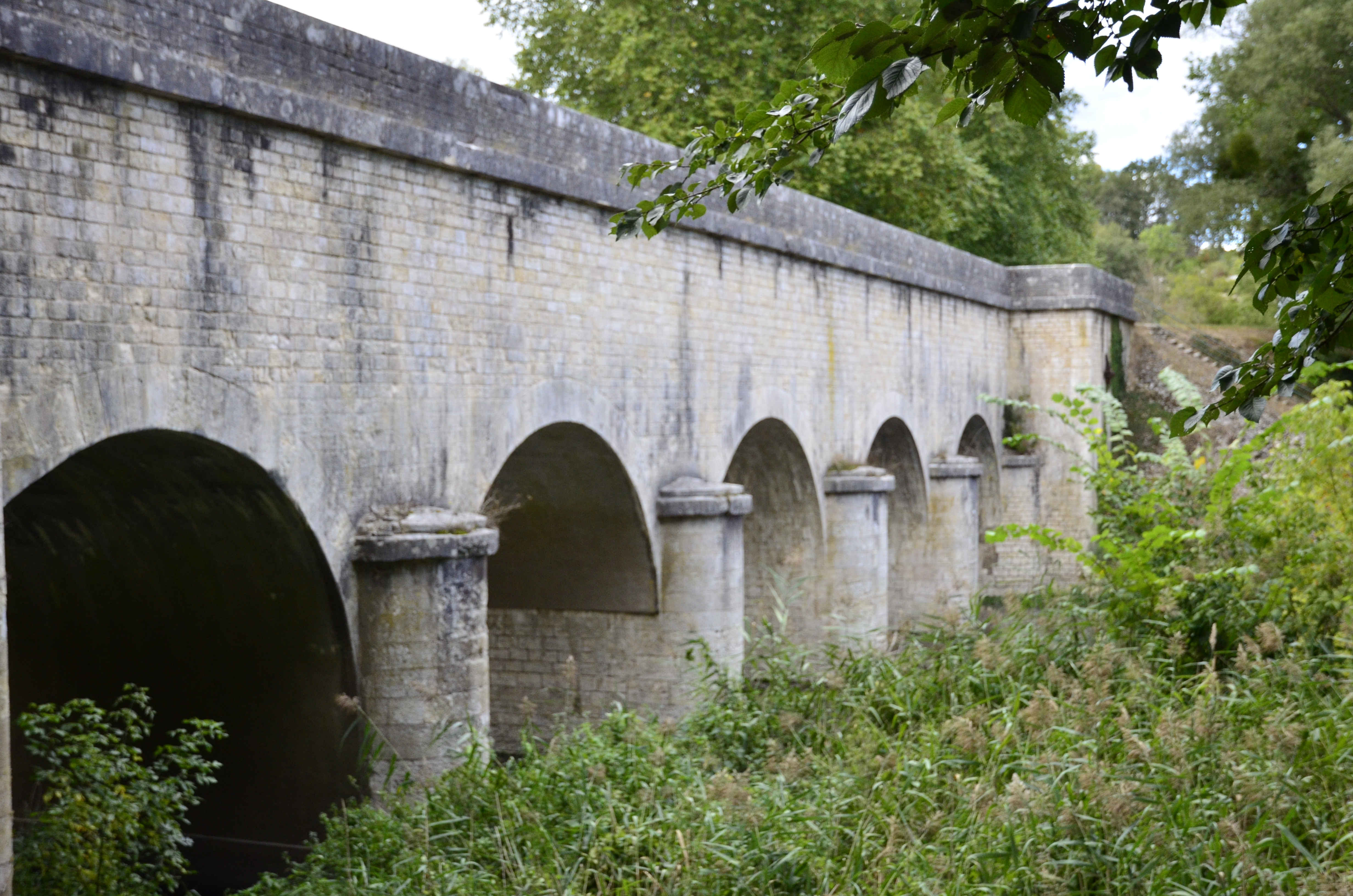
Un'altra vista della parete a monte.
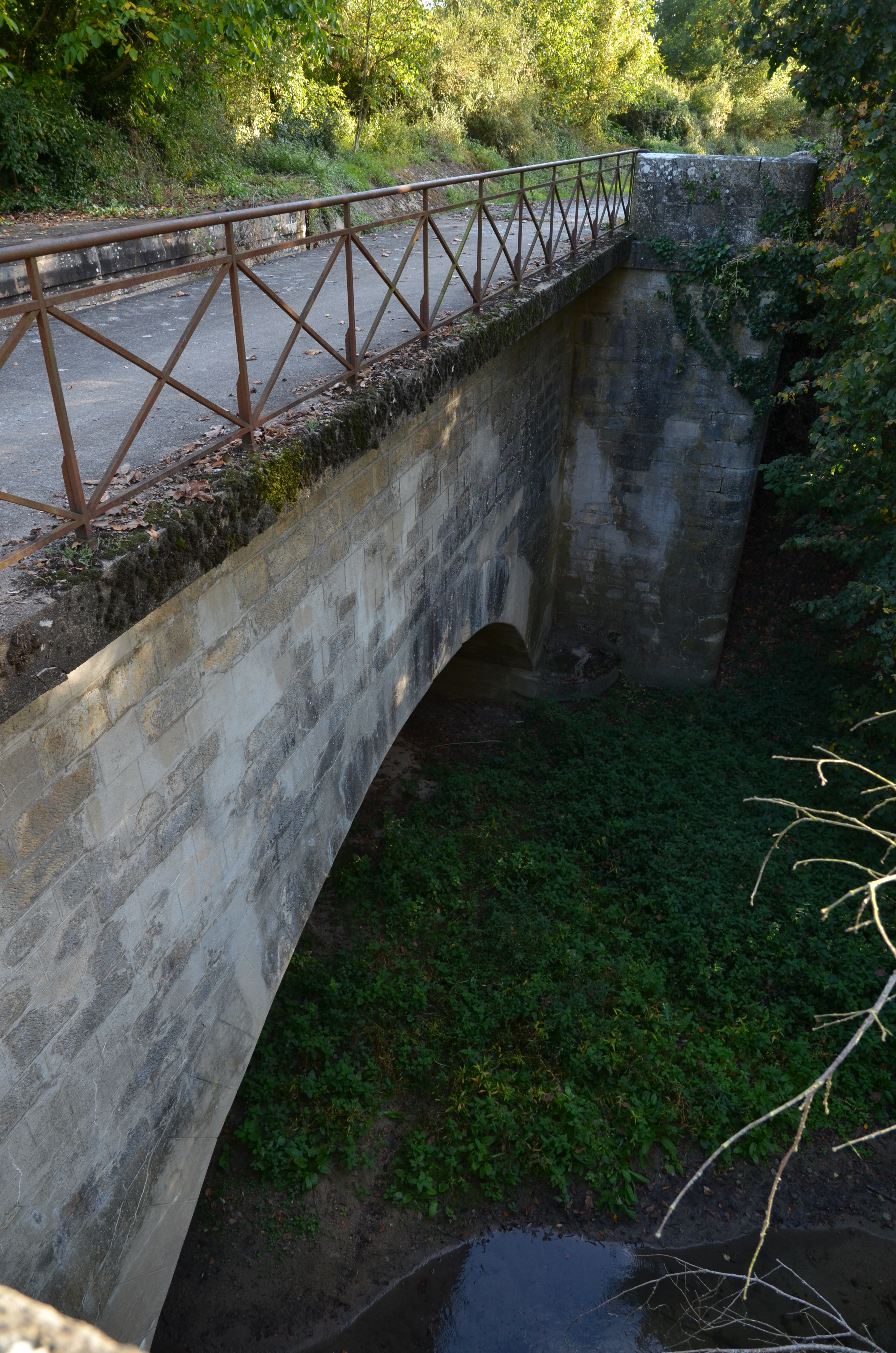
La Croce.
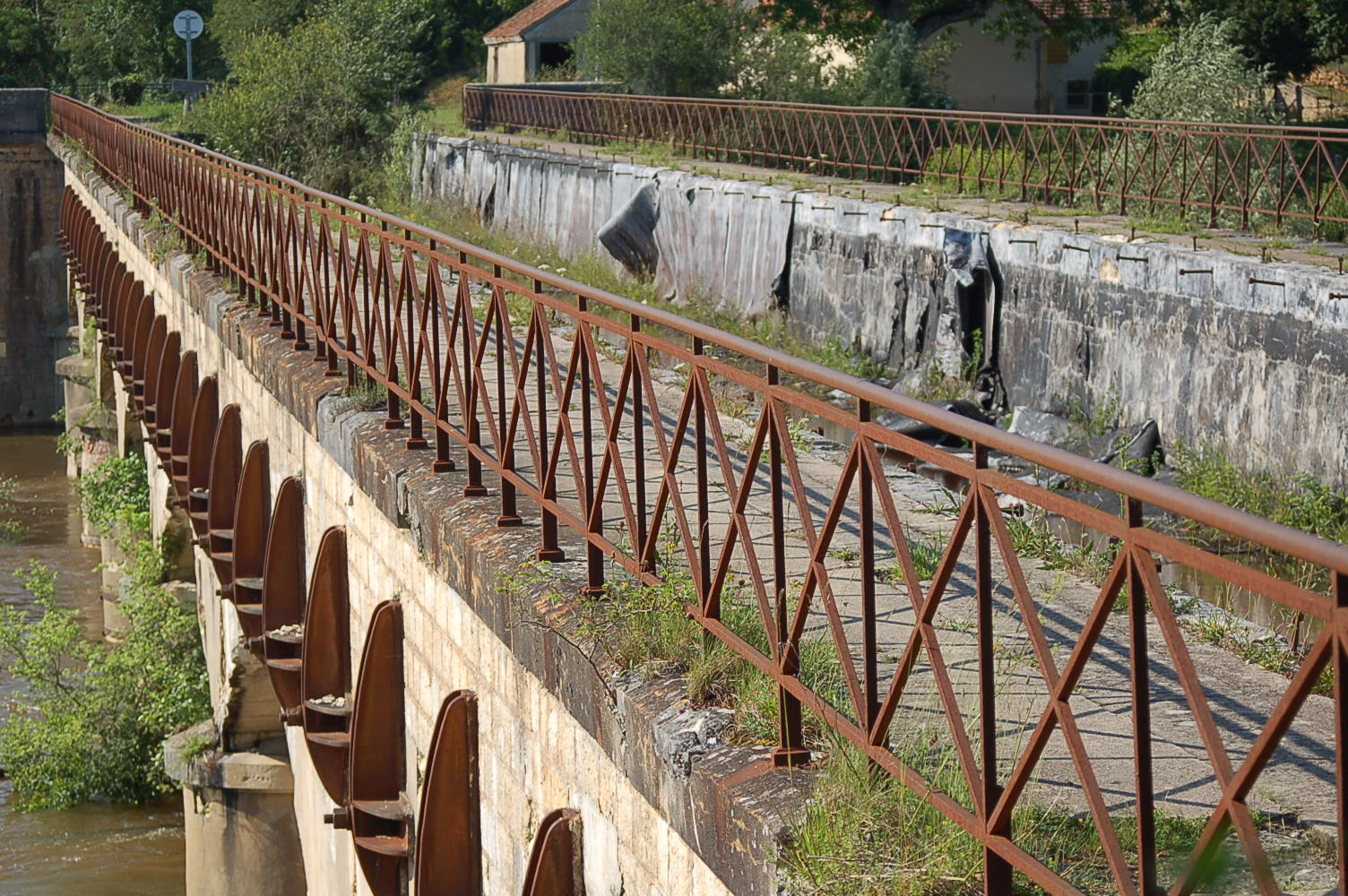
La Tranchasse, sullo Cher.

### Altri elementi importanti
Nel ramo meridionale: i ponti sul canale Chantemerle, quello dellaQueugne con la sua doppia conca che è l'unica nel canale, il ponte levatoio Vallon-en-Sully, gru di trasbordo del bacino della Laugère. Nelle vicinanze: castello di Ainay-le-Vieil, resti gallo-romani di Drevant.
Nel ramo nordorientale: fossato di Augy, bacini di Goule, Pirot e della Marmande, ponti sul canale Rhimbé.

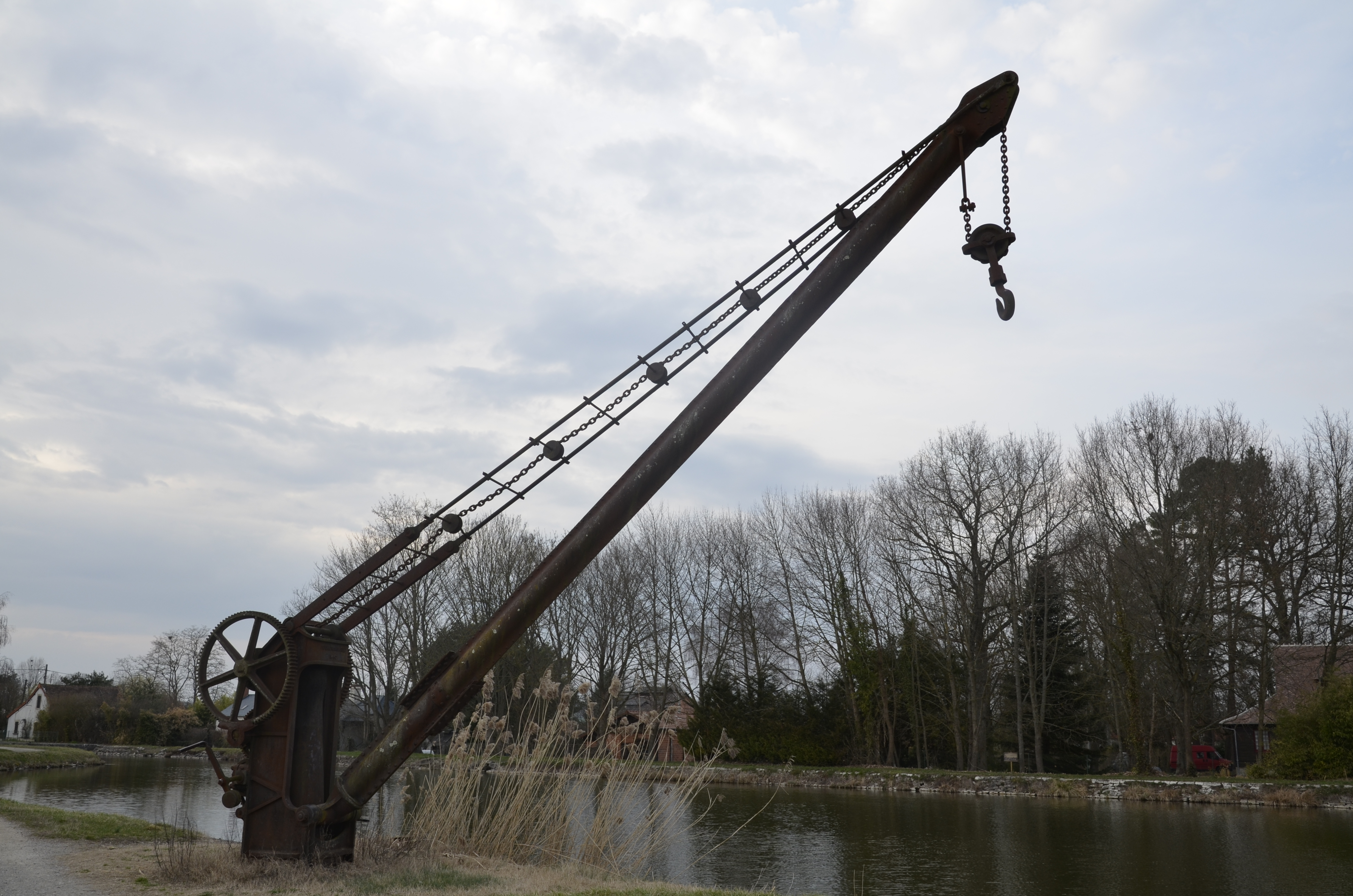
La gru di Laugère.
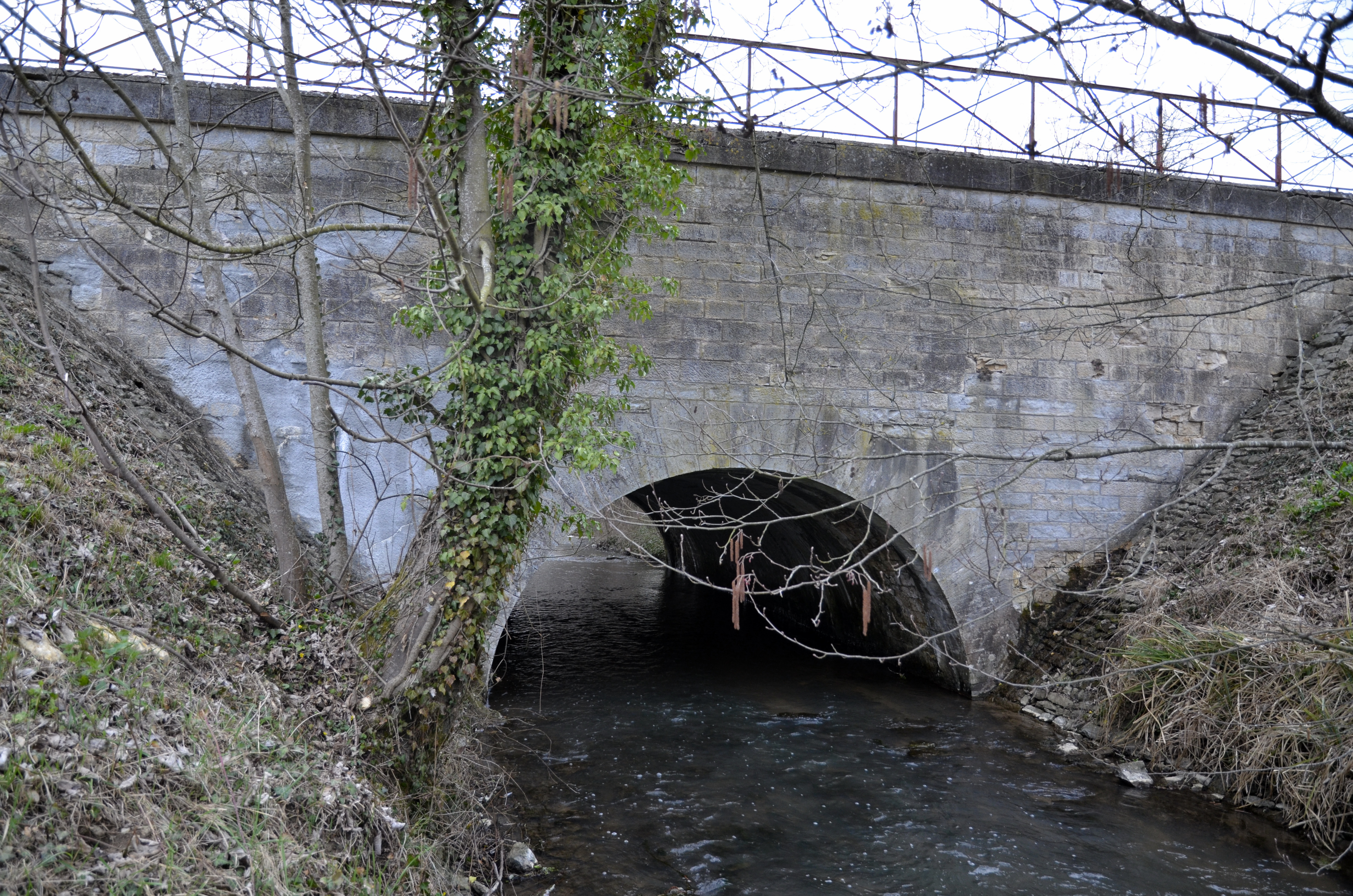
Ponte sul canale di Rhimbé, sul Sagonin.
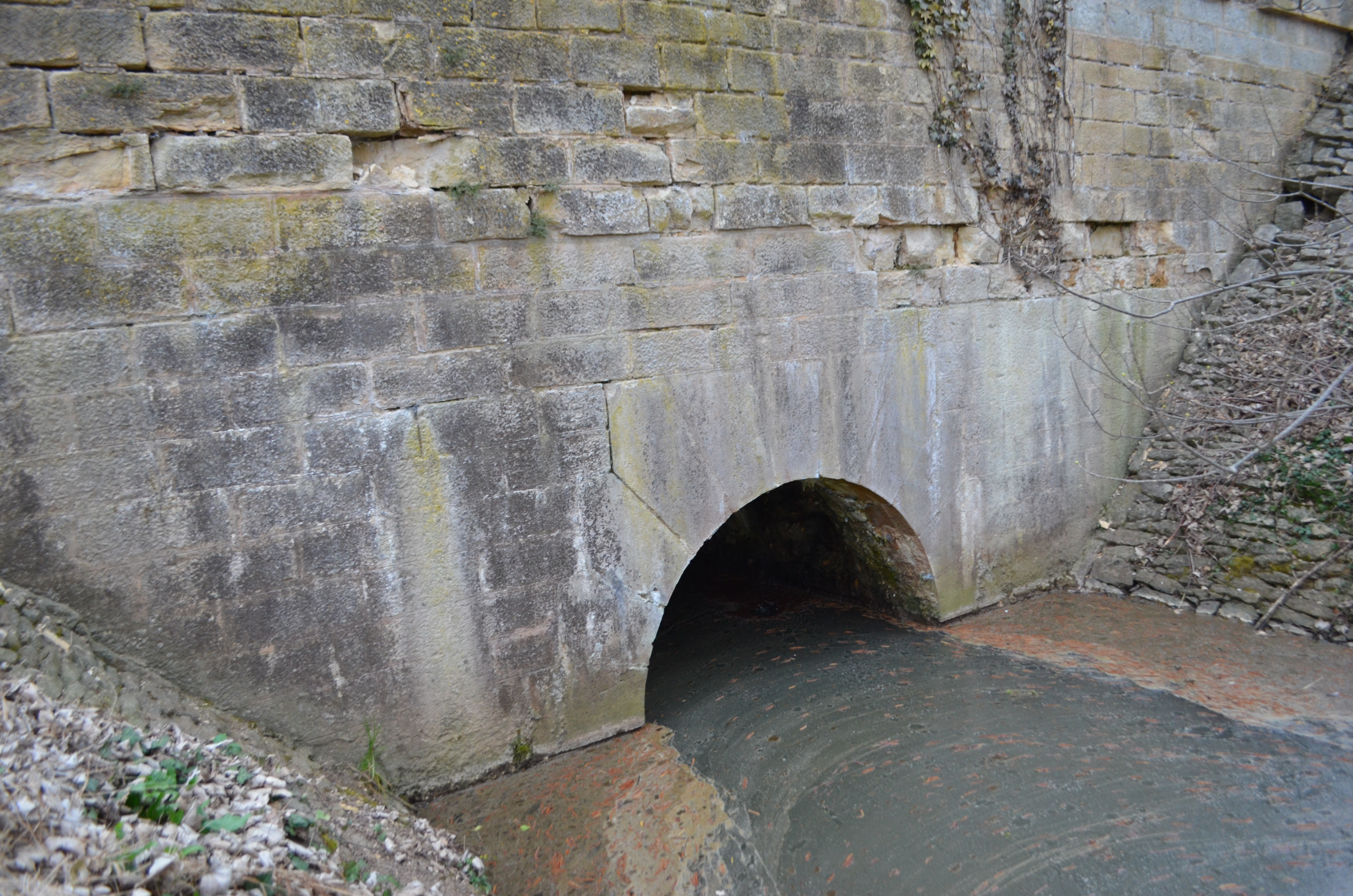
Ponte sul canale di Rhimbé, sul vecchio Sagonin.
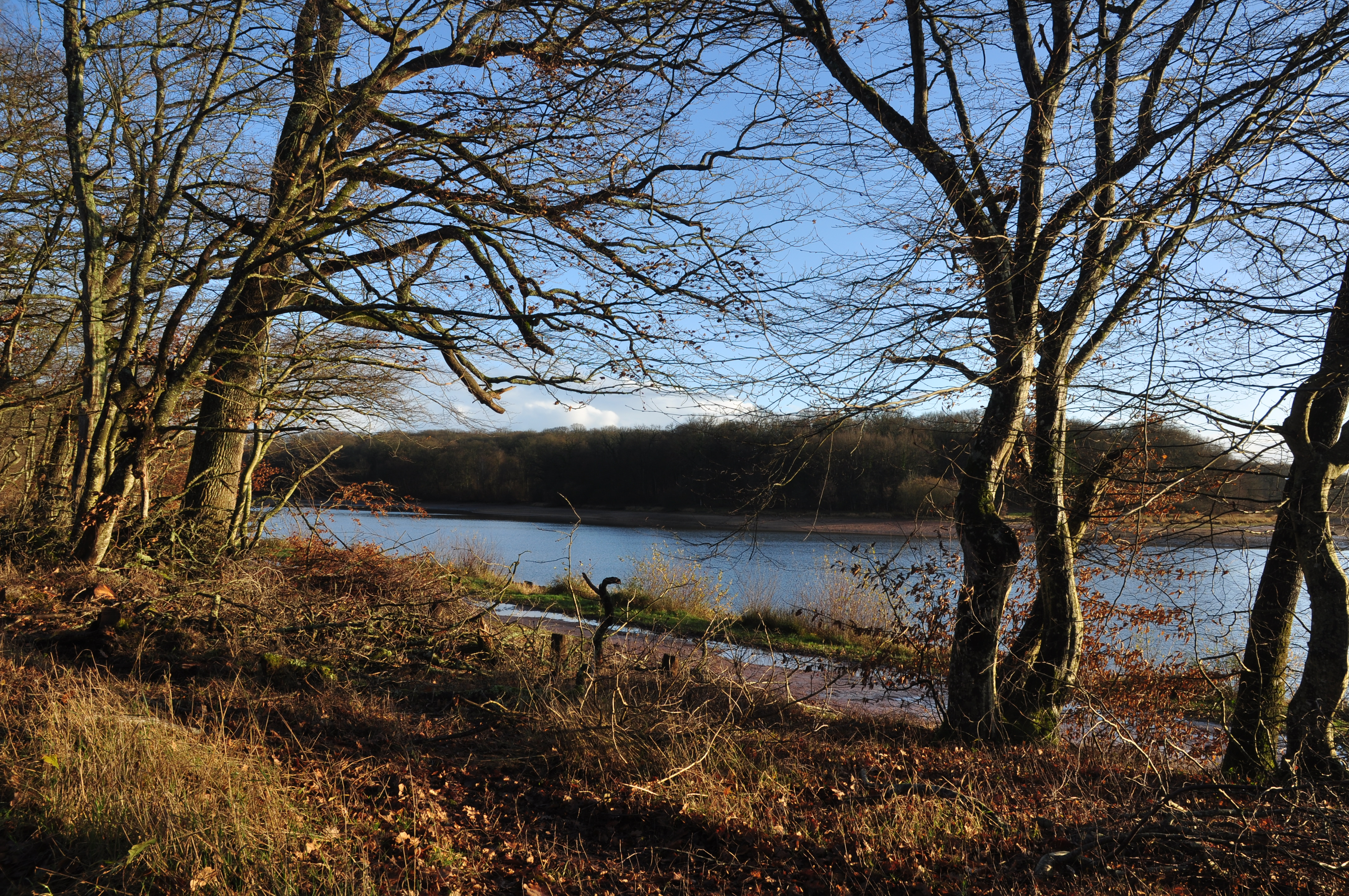
Stagno di pirot.
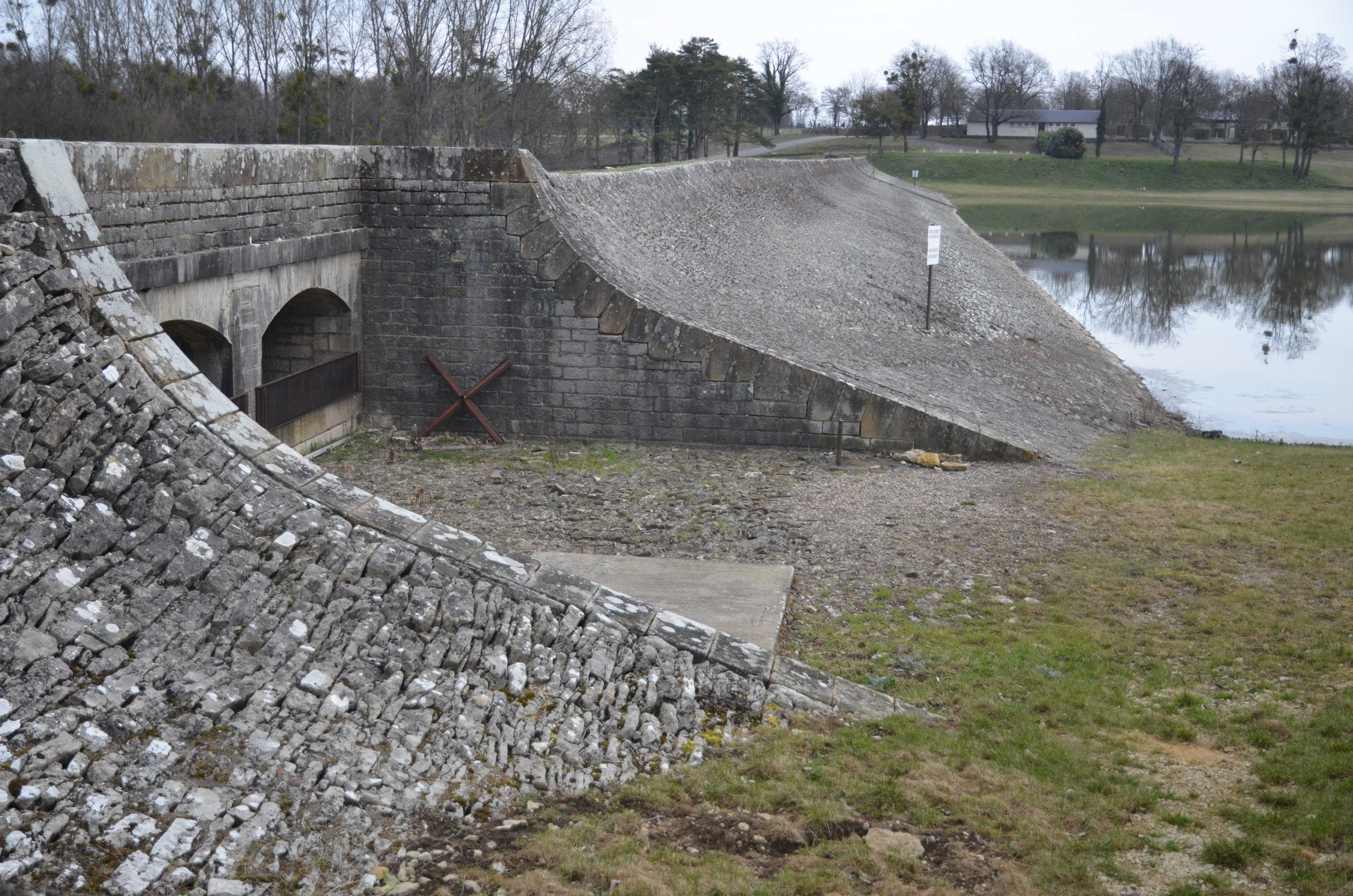
Diga del laghetto di Goule.

Nel ramo nordoccidentale: siti di Bourges, Mehun-sur-Yèvre e Vierzon, stazione di cisterne d'acqua di Noyers-sur-Cher.

## Il ripristino del canale attualmente in corso
Ridimensionato a partire dal 1955, il canale fu poi venduto per un simbolico franco per chilometro ai comuni limitrofi che ne fecero quello che allora sembrava loro più opportuno. Alcuni tratti sono stati tenuti totalmente o parzialmente in acqua, altri sono stati abbandonati al sottobosco, altri infine sono stati chiusi e hanno fatto da base per ulteriori costruzioni. Ciò rende attualmente difficile un suo futuro ripristino, anche se sarebbe un punto importante del turismo fluviale in Francia, nonostante e forse anche grazie alla sua particolare struttura che lo rende unico.
Queste difficoltà non fermano però L'associazione per la riapertura del Canale di Berry (ARECABE), che dal 1996 si impegna in questa impresa. Già dagli anni '90 una parte di 12 km del canale con 5 conche da Selles-sur-Cher a Noyers-sur-Cher (quindi estesa a Tours dalla canalizzazione del Cher) e un'altra di 3 km con 2 conche a Vierzon sono tornate operative. Inoltre, in diverse località i ponti levatoi sono stati ristrutturati, facilitando in questo modo la navigazione di piccole imbarcazioni elettriche noleggiate a ore o mezza giornata.

### Percorsi naturali del Canale di Berry
Dal luglio 2014 è stato creato un percorso di una ventina di chilometri sulle rive della ramificazione meridionale del canale da Montluçon a Vallon-en-Sully. Se il progetto avrà successo questo percorso sarà il primo passo del Véloroute lungo il canale per collegare le città di Vierzon e Tours lungo il canale Cher (ramo nordoccidentale) e Nevers (ramo nordorientale).